# Vincent Askew
Vincent Jerome Askew (ur. 28 lutego 1966 w Memphis) – amerykański koszykarz, grający na pozycjach rzucającego obrońcy lub niskiego skrzydłowego, po zakończeniu kariery zawodniczej, trener koszykarski.

## Osiągnięcia
Na podstawie, o ile nie zaznaczono inaczej.
NCAA
- Uczestnik:
  - NCAA Final Four (1985¹)
  - turnieju NCAA (1985¹, 1986¹)
- Mistrz:
  - turnieju konferencji Metro (1985¹)
  - sezonu regularnego konferencji Metro (1985¹)
- Zaliczony do I składu:
  - najlepszych pierwszorocznych zawodników konferencji Metro (1985)
  - All-Metro Conference (1987)

NBA
- Wicemistrz NBA (1996)

Indywidualne
- MVP:
  - CBA (1990, 1991)
  - meczu gwiazd CBA (1991)
- Zaliczony do I składu:
  - CBA (1990, 1991)
  - defensywnego CBA (1991)
- Lider WBL w:
  - zbiórkach (1990)
  - skuteczności rzutów za 3 punkty (1990)

¹ – wyniki zespołu z lat 1982–1986 zostały później anulowane przez NCAA